# (7459) Gilbertofranco
(7459) Gilbertofranco – planetoida z pasa głównego asteroid okrążająca Słońce w ciągu 4 lat i 69 dni w średniej odległości 2,59 j.a. Została odkryta 28 kwietnia 1984 roku w Europejskim Obserwatorium Południowym przez Vincenzo Zappalę. Nazwa planetoidy pochodzi od Gilberto Franco (ur. 1952), astronoma amatora i przyjaciela odkrywcy. Przed nadaniem nazwy planetoida nosiła oznaczenie tymczasowe (7459) 1984 HR1.